# Flandes (ort)
Flandes är en ort i Colombia.   Den ligger i kommunen Flandes och departementet Tolima, i den centrala delen av landet, 90 km väster om huvudstaden Bogotá. Flandes ligger 152 meter över havet och antalet invånare är 20 919.
Terrängen runt Flandes är varierad. Flandes ligger nere i en dal. Runt Flandes är det ganska glesbefolkat, med 45 invånare per kvadratkilometer. Närmaste större samhälle är Girardot City, 1,5 km nordost om Flandes. Omgivningarna runt Flandes är en mosaik av jordbruksmark och naturlig växtlighet.